# Soulles
Soulles település Franciaországban, Manche megyében. Lakosainak száma 483 fő (2018. január 1.). Soulles Saint-Martin-de-Bonfossé, Dangy, Le Guislain, La Haye-Bellefond, Le Mesnil-Herman, Moyon-Villages és Notre-Dame-de-Cenilly községekkel határos.

## Népesség
A település népessége az elmúlt években az alábbi módon változott:
| Lakosok száma | 510  | 424  | 377  | 395  | 415  | 488  | 504  | 485  | 482  | 483  |
|               | 1968 | 1975 | 1982 | 1999 | 2006 | 2011 | 2013 | 2016 | 2017 | 2018 |